# جون كامبل (ستراشور)
جون كامبل (بالإنجليزية: John Campbell, of Strachur)‏‏ (1727 - 28 أغسطس 1806م) عسكري من مملكة بريطانيا العظمى.